# George Rhoden
George Vincent Rhoden (Kingston, 1926. december 13. – 2024. augusztus 24.) olimpiai bajnok jamaicai atléta, futó.

## Pályafutása
Részt vett az 1948. évi nyári olimpiai játékokon, ahol 400 méteren az elődöntőben esett ki. 1950. augusztus 22-én Svédországban futott 45,8-es idejével új világrekordot állított fel 400 méteren. A Helsinkiben rendezett 1952-es olimpián két aranyérmet nyert, tagja volt a 4 × 400 méteres jamaicai váltónak, valamint megnyerte a 400 méteres síkfutást.